# Anagnota oriens
Anagnota oriens är en tvåvingeart som beskrevs av Rohacek 2006. Anagnota oriens ingår i släktet Anagnota och familjen sumpflugor. Inga underarter finns listade i Catalogue of Life.